# Gisela Baur-Nütten
Gisela Baur-Nütten (* 12. Mai 1886 als Gisela Maria Pauline Coelestine Nütten in Düsseldorf; † 10. September 1981 in Kleve) war eine deutsche Malerin und Grafikerin der Düsseldorfer Schule.

## Leben
Baur-Nütten wuchs als Tochter des königlich-preußischen Offiziers Karl (Charles) Eugen Maria Heinrich Nütten (* 1847 in Saarlouis) und dessen Ehefrau, der Schriftstellerin Anna Nütten, geborene Startz (* 1861 in Aachen), Tochter des Kommerzienrats Conrad Alexander Startz, in Düsseldorf und ab 1895 in Kleve auf, wo ihr Vater, damals Oberst a. D., als Sommersitz die ab 1884 errichtete Villa Elsa erworben hatte, ein herrschaftliches Anwesen an der Bergstraße 16 mit einem von Maximilian Friedrich Weyhe entworfenen Garten. In den 1900er Jahren nahm sie kurzzeitig Privatunterricht bei dem Maler Carl Murdfield. Um 1906 heiratete sie Albert Baur den Jüngeren, einen Historien- und Landschaftsmaler der Düsseldorfer Schule. Am 3. Juni 1909 wurde in Düsseldorf die Tochter Ruth geboren, die sich später unter ihrem Ehenamen Gräfin von Bullion als Ballettmeisterin in Kleve einen Namen machte.
In den 1920er Jahren nahm sie ihren „angeborenen Beruf“ als Malerin wieder auf und schuf Landschaftsbilder, Architekturansichten, sakrale Gemälde (etwa Kreuzweg-Bilder) und Porträts. Auch als Holz- und Linolschneiderin sowie als Tänzerin betätigte sie sich. In Kleve, wo sie sich nach dem Tod ihrer Eltern niedergelassen hatte und mit Ausnahme der Jahre 1940 bis 1943, in denen sie in Rom und Anticoli weilte, lebte und wirkte, wurde sie jedoch weniger als Künstlerin, sondern eher als schillernde Persönlichkeit mit resolutem Auftreten wahrgenommen, was ihr dort den Beinamen „Generalin“ eintrug. Walther Brüx, Vorsitzender des Niederrheinischen Künstlerbundes, dem sie als Mitglied angehörte, beschrieb sie bei der Eröffnung einer Werkschau, die zu ihrem neunzigsten Geburtstag im Haus Koekkoek veranstaltet wurde, mit den Worten: „Sie ist der einzige Mann unter den Klever Künstlern.“